# Scorodophloeus zenkeri
Scorodophloeus zenkeri är en ärtväxtart som beskrevs av Hermann August Theodor Harms. Scorodophloeus zenkeri ingår i släktet Scorodophloeus och familjen ärtväxter. Inga underarter finns listade i Catalogue of Life.